# Franklin (Kentucky)
Franklin est le siège du comté de Simpson, dans l'État du Kentucky, aux États-Unis. Selon le recensement de 2010, sa population est de 8 408 habitants. Le 1er mars 1968, Johnny Cash et June Carter se marient dans cette ville.

## Personnalités
- Carolyn Denning (1927-2016), pédiatre, y est née.